# Calycellina populina
Calycellina populina är en svampart som först beskrevs av Karl Wilhelm Gottlieb Leopold Fuckel, och fick sitt nu gällande namn av Franz Xaver von Höhnel 1926. Calycellina populina ingår i släktet Calycellina och familjen Hyaloscyphaceae.   Inga underarter finns listade i Catalogue of Life.